# Código de Ética Médica
O Código de Ética Médica é um livro do Brasil que "contém as normas que devem ser seguidas pelos médicos no exercício de sua profissão, inclusive no exercício de atividades relativas ao ensino, à pesquisa e à administração de serviços de saúde, bem como no exercício de quaisquer outras atividades em que se utilize o conhecimento advindo do estudo da Medicina.".

## História

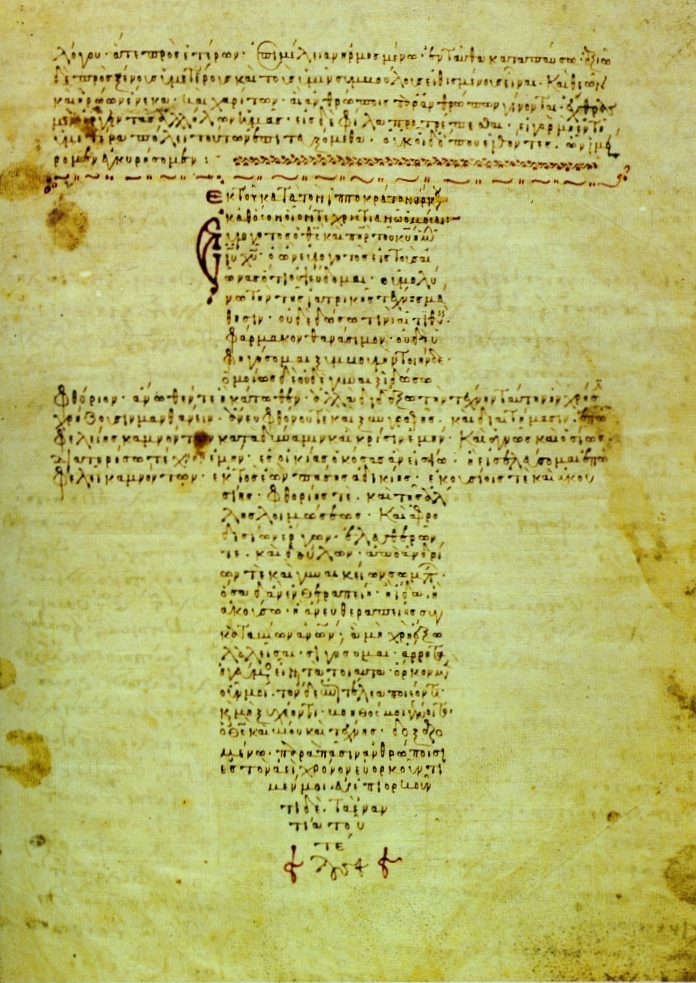
Manuscrito bizantino do século XI em que o juramento de Hipócrates está escrito em forma de cruz. Biblioteca Vaticana.

Mundialmente o Juramento de Hipócrates é reconhecido como o primeiro Código de Ética Médica.

## Brasil
No Brasil, as normas que determinam a ética profissional estão no Código de Ética Médica determinado pelo Conselho Federal de Medicina. As organizações de prestação de serviços médicos estão sujeitas às normas deste Código. A transgressão das normas deontológicas sujeitará os infratores às penas disciplinares previstas em lei.

## Por país
| País    | Título original                                    | Agência líder                          | Publicação |
| ------- | -------------------------------------------------- | -------------------------------------- | ---------- |
| Brasil  | Código de Ética Médica                             | Conselho Federal de Medicina           | 2009       |
| Espanha | Código de Deontología Médica. Guía de Ética Médica | Organización Médica Colegial de España | 2011       |
| Polônia | Kodeks Etyki Lekarskiej (KEL)                      | Naczelna Izba Lekarska                 | 2004       |

## Código Internacional de Ética Médica
As linhas gerais dos códigos de ética médica de cada país vem também do Código Internacional de Ética Médica, um documento de alcance mundial  que foi adotado durante a realização da terceira  Assembleia Geral da Associação Médica Mundial, realizada em Londres, em outubro de 1949.

## Ver também

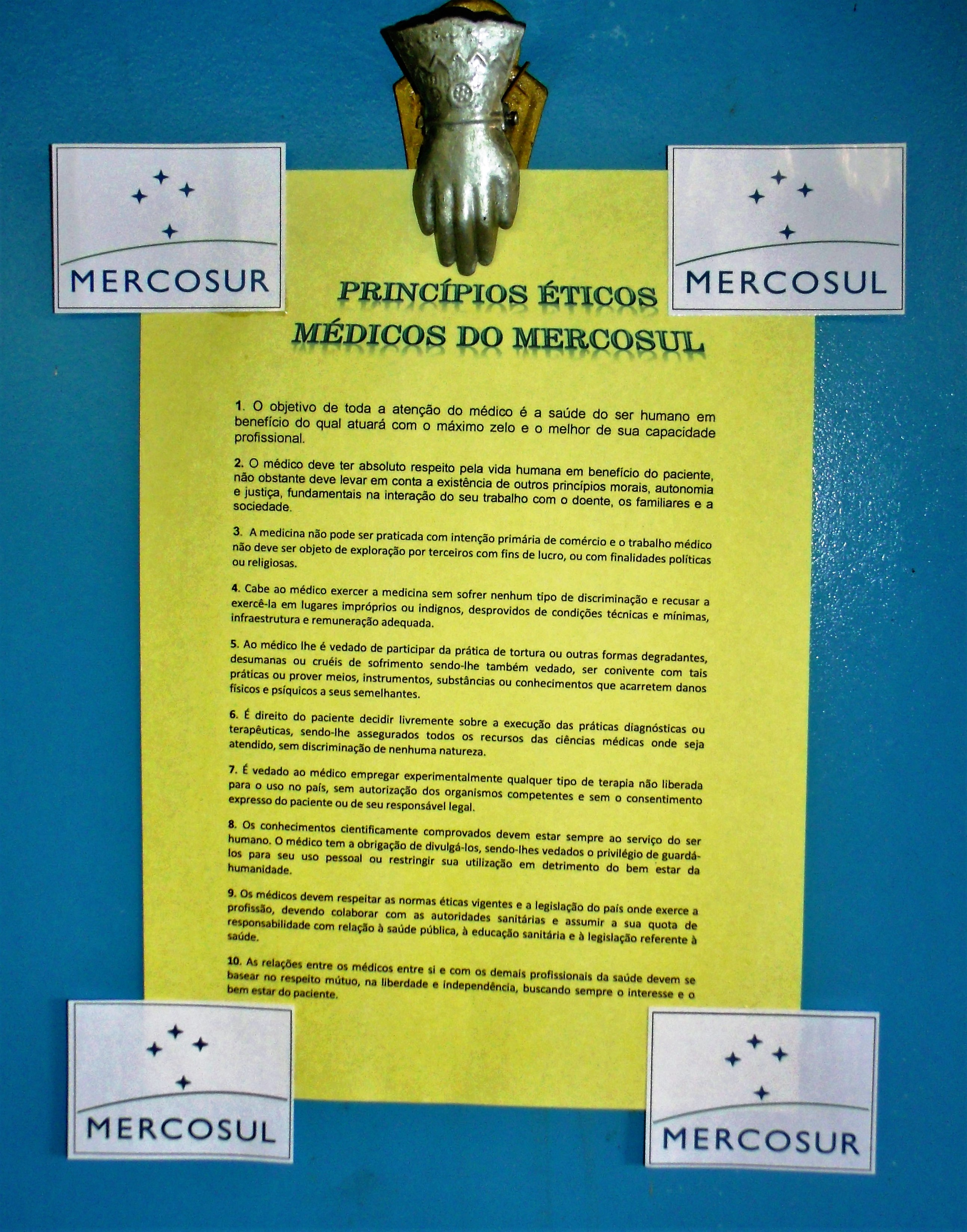
Declaração de Princípios Éticos Médicos do MERCOSUL